# Peter Jelinek-Fink
Peter Jelinek-Fink (* 7. Dezember 1929; † 15. November 2006) war ein österreichischer Ingenieur.

## Studium und Tätigkeit in Jülich
Er studierte das Fach Elektrotechnik an der Technischen Universität Wien und bestand die Prüfung zum Diplom-Ingenieur. In der Kernforschungsanlage Jülich erwarb er von 1957 bis 1967 grundlegende Kenntnisse auf dem Gebiet der Kernbrennstoffe und des Brennstoffkreislaufs.

## Aufgaben bei der NUKEM, Urenco und Uranit
Danach ging er ab 1967 zur NUKEM GmbH in Hanau und war dort bis 1969 am Aufbau der Dienstleistungen der NUKEM beteiligt. Im Jahre 1973 nahm er eine Position in der Geschäftsführung ein, da Ende 1972 Heinz Schimmelbusch aus Altersgründen die Firma verlassen hatte.
Nach dem Vertrag der Niederlande, der Bundesrepublik Deutschland und von Großbritannien in Almelo von 1970 kam es im August 1971 zur Gründung der Urenco. Ein Gesellschafter der Urenco war die Uranit GmbH, die ab 1985 die Urananreicherungsanlage Gronau betrieb. Mit der Aufnahme der Geschäfte der Uranit wurde Jelinek-Fink deren technischer Geschäftsführer. Als Günther Wirths seine Position als erster Chairman bei der Urenco aufgab, übernahm Jelinek-Fink auch dessen Aufgaben. Auch bei der Urenco Ltd. in Marlow war er ab 1977 erster Chairman und später Präsident bei der Urenco Inc. in Washington, D.C.

## Transnuklear- und NUKEM-Affäre
Im März 1987 kam es infolge einer Untersuchung in der Anlage der Transnuklear Hanau (TNH) zur Enthüllung von Unregelmäßigkeiten in der Abteilung Radioaktive Abfälle. Die Nukem wurde in diese Affäre mit einbezogen, da die TNH im Auftrage der NUKEM radioaktive Abfälle transportiert hatte. Es folgte im Januar 1988 ein Bericht eines Journalisten, in dem behauptet wurde, angereichertes Spaltmaterial sei von Beständen der NUKEM nach Libyen oder Pakistan verbracht worden. Die hessische Landesregierung forderte als Konsequenz eine Beurlaubung der Mitglieder der Geschäftsführung Jelinek-Fink und Karl-Gerhard Hacksteinn.
Nachdem diese Vorwürfe entkräftet werden konnten, erfolgte am 18. Mai 1988 eine Rehabilitation für Jelinek-Fink und Hackstein. Danach beendete Jelinek-Fink seine Tätigkeiten bei der NUKEM. In der Folge übernahm er 1988 die Leitung des Washingtoner Verbindungsbüros der Urenco. Bei der Zeitschrift atomwirtschaft/atomtechnik hatte er im Beirat der Herausgeber seine Kenntnisse eingebracht.

## Mitgliedschaft
- Vorstandsvorsitzender  Wastem Corporation, Paramus, New Jersey, USA
- Vorstandsvorsitzender Stablex Corporation, Dover, Delaware, USA
- Vorstand Kerntechnische Gesellschaft e.V. (KTG)
- Aufsichtsrat Reaktor-Brennelement Union GmbH (RBU), Hanau
- Präsidium Deutsches Atomforum e.V. (DAtF)
- Österreichisches Atomforum
- American Nuclear Society (ANS)
- 1. Vizepräsident FORATOM (Europäisches Atomforum) seit 21. April 1986

## Schriften (Auswahl)
- Die geplanten "Gemeinsamen Atomforschungsanlagen des Landes Nordrhein-Westfalen", in: Elektrotechnik und Maschinenbau, 76. Jg., 1959, S. 15–16
- Thorium High Temperature Reactor Project, mit R. Schulten et al., in: Journal British Nuclear Energy Society, 5 (1966), p. 383–395
- Spezielle Probleme  des äußeren Brennstoffkreislaufs eines Kernkraftwerkes, in: Elektrotechnik und Maschinenbau, 85 (1968), S. 250–252
- Centrifuge Plants in Europe mit D. G. Avery, M. Bogaardt und J.V.L. Parry, 4. Konferenz der ICPUAE in Genf, 1971
- High level waste management mit André Gauvenet und Floyd Culler, LaGrange Park, American Nuclear Society, 1976
- Die Kernenergie als Problem europäischer Politik: Jahreskolloquium 1978 mit Wolfgang Harbrecht, Hans Michaelis, und Felix Oboussier, Baden-Baden 1980
- URENCO's view of the enrichment market, International Conference on the Nuclear Fuel Cycle - Atomic Industrial Forum - Dutch Atomic Forum, Amsterdam, 14. bis 17. September 1980
- The structure of the enrichment industry and its influence on the uranium and seperative work market, in: Trans. Am. Nucl. Soc. Vol. 40 (1982), p. 9
- The nuclear fuel cycle, in: International Atomic Energy Agency, Nuclear Power Performance and Safety: Performance, overview and prospects, 1988, p. 23–36
- Global Energy Outlook mit L. L. Bennett, E. Bertel und  H. F. Wagner, International Symposium on Nuclear Fuel Cycle and Reactor Strategy: Adjusting to New Realities, IAEA, Wien, (3. bis 6. Juni 1997)

## Patente
- Patent  US3260865A: Generator of high-energy electro-magnetic surges. Angemeldet am 2. Juli 1962, veröffentlicht am 12. Juli 1966, Anmelder: Kernforschungsanlage Jülich, Erfinder: Peter Jelinek-Fink.‌